# Episodi di Dexter (settima stagione)
La settima stagione della serie televisiva Dexter è stata trasmessa negli Stati Uniti d'America dal canale via cavo Showtime dal 30 settembre al 16 dicembre 2012.
In Italia, la stagione è stata trasmessa in prima visione satellitare da Fox Crime, canale a pagamento della piattaforma Sky, dal 12 novembre 2012 all'11 febbraio 2013; in chiaro è stata trasmessa da Rai 4 dal 16 marzo al 20 aprile 2014.
Durante questa stagione Lauren Vélez esce dal cast principale. Erik King ricompare come guest star.
Gli antagonisti principali della stagione sono Isaak Sirko e Maria LaGuerta.
| nº | Titolo originale          | Titolo italiano           | Prima TV USA      | Prima TV Italia  |
| -- | ------------------------- | ------------------------- | ----------------- | ---------------- |
| 1  | Are You...?               | Il dubbio                 | 30 settembre 2012 | 12 novembre 2012 |
| 2  | Sunshine and Frosty Swirl | Il codice di Debra        | 7 ottobre 2012    | 19 novembre 2012 |
| 3  | Buck the System           | La prossima vittima       | 14 ottobre 2012   | 26 novembre 2012 |
| 4  | Run                       | Corri                     | 21 ottobre 2012   | 3 dicembre 2012  |
| 5  | Swim Deep                 | Nuotare negli abissi      | 28 ottobre 2012   | 10 dicembre 2012 |
| 6  | Do the Wrong Thing        | Fiori rosa                | 4 novembre 2012   | 17 dicembre 2012 |
| 7  | Chemistry                 | Chimica                   | 11 novembre 2012  | 7 gennaio 2013   |
| 8  | Argentina                 | Argentina                 | 18 novembre 2012  | 14 gennaio 2013  |
| 9  | Helter Skelter            | Il ricatto                | 25 novembre 2012  | 21 gennaio 2013  |
| 10 | The Dark... Whatever      | ...ad ogni costo          | 2 dicembre 2012   | 28 gennaio 2013  |
| 11 | Do You See What I See?    | Vedi quello che vedo io?? | 9 dicembre 2012   | 4 febbraio 2013  |
| 12 | Surprise, Motherfucker!   | L'inizio della fine       | 16 dicembre 2012  | 11 febbraio 2013 |

## Il dubbio
- Titolo originale: Are You...?
- Diretto da: John Dahl
- Scritto da: Scott Buck

### Trama
Debra, dopo aver scoperto il fratello uccidere Travis Marshall è sconvolta. Dexter spiega di averlo ucciso per legittima difesa e di averlo fatto perché ha ancora della rabbia repressa per la morte di Rita. Debra gli crede e aiuta comunque Dexter a coprire l'accaduto dando fuoco alla chiesa. Dexter nel ripulire la scena fa cadere accidentalmente il vetrino con il sangue di Travis in una grata sotto l'altare. Il mattino seguente, mentre la polizia lavora sulla scena del crimine, LaGuerta trova il vetrino e lo fa imbustare tra le prove. Insospettita dallo strano indizio chiede a Masuka, che non ha ancora controllato le prove trovate sulla scena del crimine di Travis, se la scientifica raccogliesse il sangue delle vittime nei vetrini, ma lui nega ricordandole che quella era la pratica utilizzata dal sergente Doakes (accusato di essere il Macellaio di Bay Harbor). Così LaGuerta decide di rubare il vetrino tra le prove e indagare personalmente. Louis, sempre più arrabbiato con Dexter per avergli criticato il videogioco, attraverso il suo PC gli blocca tutte le carte di credito. Nel frattempo il detective Mike Anderson viene assassinato accidentalmente da un membro della mafia ucraina, Viktor Baskov, dopo aver scoperto che nel bagagliaio dell'auto c'era un cadavere di una spogliarellista, Kaja, che lavorava per una catena di club per uomini gestito da un potente boss della mafia ucraina. Giunti sulla scena del crimine, gli agenti si rendono conto di avere a che fare con un assassino esperto in quanto non ha lasciato tracce di sé. Dexter però trova delle impronte sulla leva delle frecce, prova che decide di tenere per sé. Debra, piena di dubbi, torna da Dexter tempestandolo di domande perché crede che lui non abbia ucciso il killer per legittima difesa in quanto sulla scena del crimine erano presenti i teli di plastica e il set di coltelli. Poi controlla il fascicolo del Killer del Camion Frigo e guardando le foto ricorda quando era lei avvolta nella plastica su un tavolo e stava per essere uccisa da Brian Moser. Si rende conto che il modus operandi del Killer del Camion Frigo è lo stesso di Dexter e torna a chiedere spiegazioni al fratello, ma lui continua a darle risposte poco chiare. Ottenuto un riscontro sulle impronte digitali dell'assassino di Anderson, Dexter intercetta Viktor mentre sta fuggendo e lo uccide in un deposito dell'aeroporto. Intanto Quinn e Batista indagano sul locale dove lavorava la spogliarellista, ma si rendono conto che essendo un posto gestito dalla malavita non riusciranno a ottenere molte informazioni. Quando Debra finisce il suo turno alla centrale, nota che suo fratello è già andato via da molto ma quando chiama a casa di Dexter e risponde Jamie, quest'ultima dice che Dexter lavorerà fino a tardi. Debra si insospettisce ancor di più e viene a sapere dalla ragazza che il fratello spesso si ritira sempre a tarda notte. Nel frattempo Dexter si sbarazza del corpo di Viktor gettandolo nella corrente del golfo. Tornando a casa Dexter trova l'appartamento rovistato e Debra sul divano con la sacca dei coltelli, la mano della vittima del killer spedita da Louis e la scatola con i vetrini davanti a sé. Debra, sconvolta, chiede al fratello se è un serial killer e lui con un filo di voce le risponde di sì.
- Guest star: Ray Stevenson (Isaak Sirko), Aimee Garcia (Jamie Batista), Billy Brown (Mike Anderson), Josh Cooke (Louis Greene), Jason Gedrick (George Novikov), Enver Gjokaj (Viktor Baskov).
- Ascolti USA: telespettatori 2 403 000[3]

## Il codice di Debra
- Titolo originale: Sunshine and Frosty Swirl
- Diretto da: Steve Shill
- Scritto da: Manny Coto

### Trama

Dexter nell'episodio Il codice di Debra

Dopo aver scoperto la verità, Debra scappa e Dexter la insegue per timore che la ragazza possa commettere qualche follia. Dexter rivela di uccidere solo persone come Travis ovvero assassini, stupratori e pedofili facendole capire che è il Macellaio di Bay Harbor successivamente Dexter riporta in casa la sorella per spiegarle tutto. Dexter confessa a Debra dei bisogni del suo "Oscuro Passeggero" e le dice che è stato Harry a insegnargli tutto quanto. Quando Debra definisce vittime le persone che Dexter ha ucciso il ragazzo gli fa capire quanto si sbagli perché erano tutte persone malvagie senza scrupoli rei di svariati omicidi di gente innocente e che la legge a volte non può risolvere tutto e che se lui non li avesse uccisi quei farabutti mai sarebbero stati condannati visti i loro soldi e influenza e avrebbero continuato indisturbati a uccidere innocenti e che lui li ha fermati dall'uccidere ancora. Debra, ancor più sconvolta, è convinta che Dexter possa guarire da quel bisogno e gli propone di andare a vivere da lei, in modo tale da sorvegliarlo 24 ore al giorno. Inoltre gli propone un nuovo "codice" da seguire per sbarazzarsi della sua dipendenza, la cui prima regola verte sulla fiducia. Dexter nota che a casa sua c'è anche la mano del Killer del Camion Frigo e controlla negli archivi per sapere se è quella vera. Quando Masuka nota che Dexter sta cercando la mano gli confessa che l'ha rubata la sua ex stagista e che ha incaricato Louis per sapere chi l'ha comprata, ma che non è mai stata trovata. Dexter dunque sospetta subito di Louis e indaga sul ragazzo. LaGuerta scopre che il sangue sul vetrino è di Travis e chiede all'FBI il fascicolo e gli oggetti sul caso del Macellaio di Bay Harbor per confrontarli con i suoi dati. Quinn e Batista chiudono il locale dove lavorava Kaja per far parlare qualcuno e Quinn fa amicizia con Nadia, una spogliarellista. La ragazza dice che Kaja usciva con un buttafuori del locale di nome Tony Rush, misteriosamente sparito dopo la morte della ragazza. Interrogando Tony, Quinn scopre che lui non c'entra nulla e che Kaja quella sera era uscita con un certo Viktor, malvivente ucraino. Intanto Isaac Sirko, il boss della mafia ucraina, si reca dal gestore del locale in cui lavorava Kaja, e gli chiede informazioni su Viktor poiché è misteriosamente scomparso. Nel frattempo, Wayne Randall, un serial killer condannato a morte, si finge pentito e confessa il luogo in cui ha seppellito dei corpi. In realtà è egli stesso a dire a Dexter che i serial killer non possono cambiare, e si suicida poco dopo gettandosi sotto un camion. Capisce dunque che era uscito di galera solo perché voleva stare un po' al sole e mangiare un gelato al vortice prima di morire. Dexter, deciso a scoprire di più su Louis, entra nel suo appartamento, e dal suo computer nota un videodiario e scopre che il giovane vuole farla pagare all'ematologo perché ha offeso il suo videogame. Dexter aggredisce e minaccia Louis intimandogli di sparire e non farsi vedere mai più, ma lui ignora le sue richieste, e Dexter dopo aver dato del sonnifero a Debra, torna da Louis per sbarazzarsi di lui. Dopo averlo caricato nel portabagagli, Dexter capisce che non può ucciderlo e chiama Debra che accorre e riesce a calmarlo. Il boss della mafia ucraina, Isaac Sirko, scopre che Tony ha parlato con la polizia e lo uccide. LaGuerta riceve dall'FBI il materiale che incriminava Doakes come il Macellaio di Bay Harbor e confronta i vetrini (in realtà appartenenti a Dexter) con quello trovato sulla scena del crimine, scoprendo che sono molto simili.
- Guest star: Ray Stevenson (Isaak Sirko), Aimee Garcia (Jamie Batista), Josh Cooke (Louis Greene), Jason Gedrick (George Novikov), Katia Winter (Nadia), Daniel Buran (Wayne Randall), Wil Traval (Tony Rush).
- Ascolti USA: telespettatori 2 107 000[4]

## La prossima vittima
- Titolo originale: Buck the System
- Diretto da: Stefan Schwartz
- Scritto da: Jace Richdale

### Trama
Dexter non riesce a sopportare l'oppressione della sorella e mentre cerca di prelevare un campione di DNA da un sospettato che si rifiuta di collaborare finisce per aggredirlo. Debra interviene in tempo e i due hanno una discussione, durante la quale l'ematologo cerca di far capire alla sorella che deve dargli un po' di libertà. La ragazza decide di fidarsi, sperando che il fratello non compia omicidi. Intanto Dexter sente il bisogno di uccidere e indaga su Ray Speltzer, un criminale sfuggito dalle mani della legge. Dexter è deciso a trovare delle prove e fermarlo prima che possa uccidere ancora, e scopre Ray entrare in un mausoleo abbandonato di un cimitero. Nadia, la spogliarellista, viene costretta da Isaak ad avvicinare Quinn per estorcergli informazioni, ma quando lei e l'agente si trovano da soli, gli confessa la verità promettendo di aiutarlo nelle indagini. La madre di Wayne Randall, il serial killer suicidatosi, porta alla polizia degli oggetti appartenuti al figlio, ovvero indizi sulle vittime di Randall i quali porteranno Dexter e Angel a parlare con Hannah McKay, sospettata di essere complice degli omicidi, che a quei tempi era la ragazza di Wayne. Dexter è intenzionato a rovinare la vita di Louis con l'intento di farlo allontanare dalla sua vita, perciò manda a Masuka la mano finta con una lettera dalla quale capisce che la mano ce l'aveva avuta sempre Louis, così lo licenzia. Tornato a casa, Louis trova Jamie intenta a guardare uno dei videodiari di Louis in cui il ragazzo è ripreso con una prostituta. La ragazza nota che il video è stato girato quando i due stavano insieme e infuriata decide di lasciarlo. Louis capisce che tutto ciò è opera di Dexter e trova un modo per vendicarsi. Intanto Isaak fa rintracciare Viktor tramite un GPS che egli avrebbe dovuto sottrarre a Kaja dopo averla uccisa e scopre che Viktor è stato gettato in mare e da quale porto è partita la barca che lo ucciso. Arrivato al porto, Isaak trova Louis intento a trapanare la barca di Dexter per farla affondare; credendo che sia lui il proprietario, lo interroga e scopre che in realtà la barca appartiene a Dexter. Per non lasciare testimoni, spara a Louis un colpo in testa. Mentre Dexter cerca di far capire a Debra che quello che fa non è poi così malvagio, la ragazza si rifiuta di appoggiare le sue idee perché crede nella legge. Inoltre le confessa che ha dei sospetti su Ray che passa troppo tempo in un mausoleo abbandonato ed è convinto che lì ci siano delle prove che testimonino la sua colpevolezza. Debra decide di fidarsi, ma quando chiede a LaGuerta un mandato per il mausoleo senza prove formali per indagare su Speltzer, e se lo vede rifiutato allora la ragazza comincia a pensare che il fratello non abbia tutti i torti sul fatto che la legge non risolva sempre tutto. Turbata dal pensiero che Ray possa davvero uccidere ancora, si apposta davanti a casa sua e proprio mentre Dexter trova delle prove della sua colpevolezza nel mausoleo, sente delle urla provenire dalla casa di Ray e fa irruzione. Viene aggredita da Ray, il quale però viene steso giusto in tempo da Dexter che salva la sorella. Ray però ha già ucciso la sua vittima e fugge via, mentre Dex controlla il cadavere. Debra scopre che forse l'omicidio può essere un male necessario se può fermare dei farabutti che nemmeno la legge riesce a fermare, ma capisce che a Dexter piace uccidere in quanto anche lui colleziona trofei, motivo per cui pensa che adesso che ha scoperto la verità su Dexter, niente sarà come prima.
- Guest star: Ray Stevenson (Isaak Sirko), Yvonne Strahovski (Hannah McKay), Aimee Garcia (Jamie Batista), Josh Cooke (Louis Greene), Jason Gedrick (George Novikov), Beth Grant (Donna Randall), Katia Winter (Nadia), Matt Gerald (Ray Speltzer).
- Ascolti USA: telespettatori 1 984 000[5]

## Corri
- Titolo originale: Run
- Diretto da: John Dahl
- Scritto da: Wendy West

### Trama
La scientifica scopre che nel mausoleo Speltzer teneva un altarino decorato da disegni somiglianti a labirinti e sopra il quale poggiava i suoi "trofei" dopo ogni omicidio. Debra fa un incubo nel quale sogna di stare in una vasca immersa di sangue con Dexter che la guarda; al suo risveglio le viene in mente l'omicidio di Rita e ne parla al fratello. Dexter dice che a uccidere Rita è stato Trinity che aveva scoperto le vere intenzioni dell'ematologo, poi le confessa di averlo ucciso. Debra non riesce a capire come una persona così spietata sia capace di amare e fa capire a Dexter che Rita è morta per colpa del suo egoismo in quanto lui pensava di più agli omicidi che a prendersi cura della sua famiglia. La ragazza pensa che Harrison dovrebbe stare dai nonni, ma Dexter le assicura di essere un buon padre. Il killer viene catturato dalla polizia e Debra gli estorce una confessione, che però viene annullata dal giudice in quanto all'arresto Speltzer era svenuto durante la lettura dei suoi diritti a questo punto Dexter decide di intervenire fermare il serial killer pur di evitare una nuova vittima. Isaak indaga su Dexter per capire se è stato lui a uccidere Viktor. Il boss convince Alex, il barista del locale, a fare da capro espiatorio in cambio di soldi per la sua famiglia, e a suicidarsi con la pistola che ha ucciso Mike. Batista è convinto che sia una montatura e ne parla a Quinn. Hannah McKay torna dalla polizia per aiutare nelle ricerche dei corpi delle vittime di Wayne Randall. Dexter si introduce nel camper di Ray con l'intenzione di tendergli un agguato e ucciderlo, ma Ray torna all'improvviso e stende Dexter, portandolo in un labirinto grandissimo dentro un palazzo di 3 piani. Dexter si sveglia e trova un foglio con scritto sopra "RUN" e viene inseguito da Ray armato di ascia, ma riesce comunque ad avere la meglio e scappare. Nel frattempo Debra è sempre più arrabbiata con Speltzer tanto che arriva ad aggredirlo quando egli si presenta al funerale della sua ultima vittima. Dexter, deciso a uccidere Ray, si fa seguire da lui attraverso il cimitero fino a una fossa scavata da Ray. Il killer perde le tracce di Dexter, ma fa in tempo a leggere un biglietto con scritto "STAY" prima di essere steso da un colpo di pala sulla testa. Dexter vuole cambiare sé stesso, darsi nuove regole, e cambia il suo rituale. Stavolta Ray non è avvolto nella plastica e Dex non gli prende neanche il sangue dalla guancia. Dexter lo trasporta nel locale adibito a forno crematorio del cimitero e lo brucia insieme ai tutti i suoi vetrini di sangue. Dexter chiama Debra, per farsi venire a prendere al cimitero con una macchina e guardando il fumo salire dal tetto dell'edificio Dexter le dice che il corpo di Speltzer sta bruciando. La ragazza è contenta della morte del killer capendo che il fratello l'ha fatto per lei.
- Guest star: Ray Stevenson (Isaak Sirko), Yvonne Strahovski (Hannah McKay), Aimee Garcia (Jamie Batista), Jason Gedrick (George Novikov), Katia Winter (Nadia), Matt Gerald (Ray Speltzer).
- Ascolti USA: telespettatori 2 176 000[6]

## Nuotare negli abissi
- Titolo originale:Swim Deep
- Diretto da: Ernest Dickerson
- Scritto da: Scott Reynolds

### Trama
Dexter, pulendo la sua barca, scopre delle tracce di sangue e portando un campione al laboratorio per analizzarlo scopre che è di Louis. Debra scopre da Masuka che LaGuerta sta facendo analizzare un vetrino di sangue da un laboratorio esterno e fingendo di volerla aiutare riesce a farsi dare i dati che ha raccolto finora, promettendole la massima discrezione. LaGuerta pensa che il Macellaio di Bay Harbor sia ancora vivo, infatti non ha mai creduto che Doakes fosse un killer. Debra mette subito Dexter al corrente, ma lui non vuole che la sorella rischi per causa sua. Dexter tornando a casa nota che qualcuno si è introdotto a casa sua e con uno stratagemma scopre che è Isaak a seguirlo. Il boss dice di sapere che è stato lui a uccidere Viktor e confessa inoltre l'omicidio di Louis. Inoltre gli dice che ha intenzione di uccidere lui e tutte le persone coinvolte nell'indagine, inclusa Debra. Dexter avverte la sorella dell'accaduto, la quale scopre che Dexter ha nascosto delle prove al dipartimento per poter uccidere Viktor e gli fa giurare di non nascondere più nulla né alla polizia né a lei. Hannah, dopo aver confessato i luoghi dove sono sepolti i cadaveri, accompagna la polizia a dissotterrare una coppia vicino a un motel. Dexter, esaminando i cadaveri, scopre che l'uomo è stato ucciso da Wayne Randall, ma la donna è stata assassinata da una persona più magra e meno esperta, Hannah. Debra e LaGuerta intanto interrogano i parenti delle vittime del Macellaio di Bay Harbor, e a casa di Phillip Barnes, un fotografo di matrimoni, Debra nasconde a LaGuerta una foto scattata da Phillip in cui si vede il fratello. Dexter si fa inseguire da Isaak fin dentro un bar appartenente a dei colombiani di una gang rivale della Fratellanza Koshka. Dexter sapendo che i colombiani detestano i Koshka attira Isaak nel locale affinché i colombiani appena il boss entrerà lo uccidano. DExter entrato nel bar avverte i tre uomini all'interno che uno dei Koshka sta arrivando e fugge dalla finestra del bagno. Isaak dopo essere entrato quando i colombiani si preparano a ucciderlo riesce a sorpresa ucciderli tutti da solo, restando però ferito. Debra riesce comunque ad arrestare Isaak grazie al suo sangue trovato sulla scena del crimine. Quinn, dopo essere andato nel locale di Isaak per trovare Nadia, trova nella sua auto una busta piena di soldi, rientrando involontariamente in un accordo di silenzio che aveva tempo prima con i Koshka. Dexter va a trovare Isaak in prigione, il quale non la vede come una sconfitta e dice a Dexter di stare attento dato che prima o poi uscirà. Batista illustra a Debra la sua teoria sulla montatura del suicidio, e lei è costretta a mentirgli per proteggere il fratello. A cena Debra chiede a Dexter informazioni sul caso di Wayne, ma Dexter non le parla di Hannah, infrangendo il giuramento. Inoltre la ragazza confessa che non riesce più a essere coinvolta in tutte queste bugie e gli dà la foto scattata da Phillip, che Dexter brucia.
- Guest star: Ray Stevenson (Isaak Sirko), Yvonne Strahovski (Hannah McKay), Jason Gedrick (George Novikov), Katia Winter (Nadia), Bubba Lewis (Tyler Barnes).
- Ascolti USA: telespettatori 2 280 000[7]

## Fiori rosa
- Titolo originale: Do the Wrong Thing
- Diretto da: Alik Sakharov
- Scritto da: Lauren Gussis

### Trama
Dexter continua a indagare su Hannah, falsifica il rapporto sulla coppia del motel e glielo offre come offerta di pace unita alle sue scuse. Dexter scopre che Hannah era sposata e che il marito è morto di infarto, e che anche Beverly Grey, l'ex proprietaria del vivaio, è morta d'infarto, lasciando Hannah come unica erede. Dexter sospetta che sia stata proprio lei a uccidere entrambi con del veleno. In centrale Dexter scopre che Sal Price, uno scrittore venuto in centrale per chiedere più informazioni, sta scrivendo un libro su Hannah e si finge suo fan per parlare con lui. Dexter scopre da Sal che Hannah è stata in un centro per la disintossicazione, e che un dottore accusato di aver abusato sessualmente di lei è morto a causa di un veleno per topi. Sal, con la scusa di voler parlare del caso di Hannah, chiede a Debra di uscire e le lascia il suo biglietto da visita. Quinn incontra Nadia; le parla dei soldi trovati in auto, e le dice di non voler più aver niente a che fare con i Koshka, così su consiglio della ragazza decide di restituire i soldi. Dexter si intrufola a casa di Sal alla ricerca di indizi su Hannah e scopre che l'esame tossicologico di Beverly è risultato positivo all'aconito, un veleno che causa l'infarto. George si presenta da Quinn al posto di Nadia a un ristorante e gli dice di far sparire il campione di sangue dal magazzino delle prove altrimenti la ragazza verrà spedita in un club a Dubai. Così Quinn accetta l'accordo del malavitoso che lascia libera Nadia. LaGuerta si rende conto che la maggior parte dei loro casi sono ancora aperti perché gli assassini sono misteriosamente scomparsi e pensa che siano stati uccisi dal Macellaio di Bay Harbor. In particolare nutre dei grandi sospetti sul caso di Jordan Chase e pensa che la "Giustiziera", di cui sospettavano fosse l'unica autrice degli omicidi, abbia avuto un complice che potrebbe essere il Macellaio. LaGuerta confida le sue teorie a Debra, la quale ne parla subito a Dexter e viene a scoprire tutta la verità sul Killer Giustiziere. Debra sempre più sconvolta dalle verità che emergono, manda via il fratello. Dexter torna al vivaio per indagare e scopre delle piante di aconito vicino a uno stagno. Hannah torna prendendo Dexter alla sprovvista e chiedendogli il motivo della sua visita. Dexter improvvisa chiedendole di uscire. Nel frattempo Batista confessa ai suoi amici che ha l'intenzione di andare in pensione e comprare un ristorante. Quinn entra nel deposito prove e sottrae il campione di sangue. Debra chiama Sal e gli dà un appuntamento durante il quale lui le confessa che dopo aver smesso di fumare ha iniziato a masticare le cose, e che ha scoperto incongruenze sul rapporto di Dexter. Nel frattempo Dexter porta Hannah a un luna park dismesso fuori città e lì prova a ucciderla. Hannah, per niente spaventata, lo sfida a farlo, ma lui rimasto attratto da Hannah ci ripensa e la libera finendo per far sesso con lei sul tavolo dove avrebbe dovuto ucciderla.
- Guest star: Ray Stevenson (Isaak Sirko), Yvonne Strahovski (Hannah McKay), Aimee Garcia (Jamie Batista), Jason Gedrick (George Novikov), Santiago Cabrera (Sal Price), Katia Winter (Nadia), Geoffrey Rivas (Tuttofare).
- Ascolti USA: telespettatori 1 985 000[8]

## Chimica
- Titolo originale: Chemistry
- Diretto da: Holly Dale
- Scritto da: Manny Coto e Karen Campbell

### Trama
Dexter confessa a Hannah che lui uccide le persone malvagie. La ragazza è molto attratta da lui e sembra importarle poco del suo "lato oscuro". Debra racconta a Sal che potrebbe incastrare Hannah se potesse riesumare il corpo del suo ex marito alla ricerca di aconito, e Sal le dice che potrebbe chiedere il permesso alla sorella del defunto e che le darà il suo numero e il suo indirizzo l'indomani. Dexter riaccompagna a casa Hannah e scopre che Sal li ha visti insieme così va a parlargli. Lo scrittore pensa che Dexter si sia invaghito della donna e che la cosa potrebbe giocare a favore di Hanna, ma l'ematologo prova a corrompere lo scrittore per non farlo menzionare sul suo libro in cambio di informazioni su Wayne Randall, dato che è stato l'ultima persona a parlare con lui. Intanto Debra prova a convincere LaGuerta che le loro indagini personali sul Macellaio non stanno producendo risultati e che è meglio lasciar stare. Successivamente Debra va a parlare con Dexter riguardo al rapporto falsificato che scagiona Hannah ma lui le mente evitando le sue accuse. La ragazza pensa che il fratello voglia uccidere Hannah di persona anziché farla punire dalla giustizia. Nel frattempo Masuka comunica agli agenti che la prova che incriminava Isaak è scomparsa e ha sospetti riguardo a una talpa nel dipartimento. Batista controlla la lista dei detective che negli ultimi giorni sono entrati in archivio e nota che tra questi appare Quinn, ma quando gli chiede se la talpa sia lui il ragazzo nega. Il boss viene liberato ma Debra lo fa sorvegliare. Deb chiede alla sorella del defunto ex marito di Hannah se può riesumarlo per degli esami e lei accetta. Sal fa visita a Hannah e le dà appuntamento per il pomeriggio per parlare con lei, poi chiama Dexter e gli dà appuntamento per la serata. Dexter indaga su Sal e sui suoi romanzi, e decide di incastrarlo per uno degli omicidi su cui ha indagato. Dexter fa visita a Hannah e le racconta i suoi piani, così la ragazza accetta che sia Dexter a sbarazzarsi di lui, ma senza ucciderlo, perciò egli entra nell'appartamento di Sal e gli ruba lo spazzolino, per prendere del DNA da inserire sulla scena del crimine. Prima di uscire, però, elimina anche il materiale da lui raccolto riguardo Hannah. Debra riesuma il corpo dell'ex marito di Hannah solo per scoprire che ella non ha voluto imbalsamare suo marito, facendolo decomporre rapidamente e lasciando a Debra solo ossa e l'impossibilità di fare l'esame tossicologico. Quinn torna da George, il gestore del club, per lasciare libera Nadia, come promesso, ma l'uomo viene meno ai patti e lo minaccia.
Dexter incontra Isaak durante il pranzo, il quale gli dice di aver capito che Dexter non ha agito per pura vendetta, ma pensa ci sia ben altro; Dexter gli racconta di come ha ucciso Viktor e minaccia di fare lo stesso con Isaak che va via promettendogli di fargliela pagare. Sal intervista Hannah, la quale nota degli atteggiamenti sospetti di lui riguardo al cibo ma anche al suo vizio di mordere la penna sulla quale la ragazza pensa bene di spargere il veleno. Hannah confessa di aver ucciso la donna del motel a Sal, il quale poi si reca da Dexter per parlare di Wayne Randall. Dexter confessa a Sal ciò che ha fatto per incastrarlo. Lo scrittore lo minaccia, ma subito dopo si accascia a terra colto da un infarto improvviso. Quando Debra viene a sapere della morte dello scrittore ci rimane malissimo in quanto le piaceva e pensa subito che la colpevole sia Hannah siccome non le risulta una coincidenza che tutte le persone che le stavano intorno siano morte di infarto. Neanche stavolta però l'esame tossicologico riesce a incastrare Hannah. Nel frattempo in centrale Quinn regala a Batista i diecimila dollari, che gli hanno dato i Koshka, per aiutarlo con il ristorante dicendo che li ha avuti in eredità. Dexter corre da Hannah per chiederle spiegazioni e la ragazza confessa di averlo avvelenato, a sua volta Dexter le informa di aver cancellato le sue informazioni dal computer di Sal. Durante la notte Debra, dopo aver sentito l'intervista di Hannah che Sal aveva registrato in cui confessa uno dei suoi omicidi, chiama suo fratello e gli dice che Hannah è una ragazza pericolosa e merita di morire per ciò che ha fatto e gli chiede di ucciderla.
- Guest star: Ray Stevenson (Isaak Sirko), Yvonne Strahovski (Hannah McKay), Aimee Garcia (Jamie Batista), Jason Gedrick (George Novikov), Santiago Cabrera (Sal Price), Katia Winter (Nadia), Juli Warner (Lori).
- Ascolti USA: telespettatori 2 007 000 telespettatori[9]

## Argentina
- Titolo originale: Argentina
- Diretto da: Romeo Tirone
- Scritto da: Arika Lisanne Mittman

### Trama
Dexter fa colazione con Hannah e scopre che la ragazza ha a cuore l'Argentina perché le sembra un luogo rassicurante e felice. Successivamente Dexter va da Debra la quale gli fa ascoltare la registrazione fatta da Sal nella quale Hannah confessa di aver ucciso la donna. Dexter le dice che non può ucciderla e prova a convincerla a non fare un'azione della quale poi si pentirà certamente in futuro; nel frattempo riceve un messaggio da Astor, che gli dice che suo nonno dovrà essere operato. Dexter manda Jamie a prendere i ragazzi all'aeroporto. Isaak elude i poliziotti con uno stratagemma e George gli dice di lasciar perdere questa vendetta insensata poiché continuando così la stessa Fratellanza potrebbe colare a picco. Isaak lo ignora e prova a uccidere Dexter mentre è intento a comprare delle ciambelle, ma lui evita il proiettile abbassandosi al momento giusto per raccogliere il suo cellulare. Debra si offre di tenere i ragazzi a casa sua dato che Isaak è tornato in azione. Quinn dopo aver accompagnato Nadia al lavoro viene fermato da George il quale gli propone un nuovo "lavoretto", ma il poliziotto rifiuta. Debra va a trovare Hannah e dicendole di sapere della sua confessione fatta a Sal prima di morire, le fa capire che non fuggirà alla giustizia. Dexter, deciso a uccidere Isaak, entra nel suo appartamento ma trova all'interno un altro uomo, mandato da George con il fine di uccidere Isaak. Dexter lo uccide e scappa via. Batista comunica a tutti che è riuscito finalmente ad aprire il ristorante e invita tutti a prendersi un drink. Intanto LaGuerta continua le sue indagini personali sul Macellaio di Bay Harbor, cercando indizi sulle barche dei suoi colleghi, e scopre dal proprietario dell'ex molo di Dexter che l'ematologo aveva una barca lì ma che nel Maggio 2007 ha cancellato la sua iscrizione nonostante avesse ancora 8 mesi di affitto già pagati. Una volta incontrati, Dexter scopre che Astor e Cody si sono un po' lasciati andare senza la madre e che Astor fuma erba; tentando di dissuaderla da questo vizio, si ritrova a riflettere anche sul suo. Dexter va a trovare Hannah e le racconta di Isaak, così lei gli dà le chiavi del suo furgone in modo da rendere più difficile a Isaak individuarlo e in più gli suggerisce di capire il vero motivo per cui lo vuole morto. Nadia dice a Quinn che nel giro di un paio d'anni sarà libera da Isaak e fa promettere al poliziotto di non accettare più favori dalla Fratellanza. Nel frattempo George si presenta a casa di Nadia e fa ascoltare a Quinn un nastro contenente la loro conversazione nel ristorante, minacciandolo di rovinargli la reputazione. Isaak torna a casa, scopre il cadavere e fa chiamare la polizia. Arriva sul posto anche Dexter, ma se ne va prima per poter passare la giornata in compagnia dei ragazzi in spiaggia. Hannah, raggiunge Dexter con la scusa di aver dimenticato una chiave nel mazzo che gli aveva dato e scopre che l'ematologo ha una famiglia. Debra nota che Dexter ha in possesso le chiavi di Hannah e scopre che il fratello ha una relazione con l'assassina. Ferita e delusa gli confessa che la notte in cui lo ha scoperto uccidere Travis era andata in chiesa con l'intenzione di confessargli il suo amore per lui; infine, disgustata dalla sua vista, gli intima di andarsene. Dexter cerca di calmarsi inseguendo Isaak in un bar per omosessuali e scopre che Viktor era il suo compagno: Dexter gli aveva tolto l'unica cosa che soldi e potere non potevano dargli. Alla fine ogni persona cerca un posto sicuro, un posto dove sentirsi "a casa": la propria Argentina.
- Guest star: Ray Stevenson (Isaak Sirko), Yvonne Strahovski (Hannah McKay), Aimee Garcia (Jamie Batista), Jason Gedrick (George Novikov), Katia Winter (Nadia), Preston Bailey (Cody Bennett), Christina Robinson (Astor Bennett).
- Ascolti USA: telespettatori 2 251 000 telespettatori[10]

## Il ricatto
- Titolo originale: Helter Skelter
- Diretto da: Steve Shill
- Scritto da: Tim Schlattmann

### Trama
Dexter porta Hannah a fare un giro in barca dato che Jamie ha riportato i ragazzi a Orlando. Hannah gli confessa di aver paura del mare da quando il padre l'ha gettata in uno stagno nel tentativo di insegnarle a nuotare, e gli chiede se lui avesse mai avuto così paura in vita sua, ma una chiamata di lavoro salva la situazione e Dexter sfugge alla domanda. Isaak nel frattempo viene a sapere dalla sua leale guardia del corpo, Jurg, che la Fratellanza lo vuole morto e che ha mandato due killer a ucciderlo. Isaak chiama uno degli assassini, Oleg Mickic, chiedendogli di lasciar perdere ma egli rifiuta di aiutarlo, visto che ha già accettato il contratto della Fratellanza. Isaak, così, messo alle strette, si reca da Dexter in cerca di aiuto, ma lui rifiuta anche se non è contento del fatto che Isaak sia minacciato. Sulla scena di un crimine entra in scena un nuovo personaggio, Phil Bosso, un esperto di incendi molto strambo. Gli agenti stanno cercando di capire se il cadavere trovato in un'auto si sia suicidato dandosi fuoco o se sia stato qualcuno ad appiccare l'incendio. Dexter prova a convincere Debra che il suo sentimento nei suoi confronti è comprensibile e logico date le circostanze, e riceve un messaggio da Hannah nel quale dice di volerlo vedere a casa sua dopo il lavoro. Tornato a casa Dexter trova Isaak, che gli dice di tenere Hannah in ostaggio finché non lo aiuterà con i due killer, promettendo che finita questa storia se ne andrà per sempre da Miami restituendogli Hannah sana e salva. Dexter chiede alla sorella di togliere la sorveglianza su Isaak e le spiega la situazione dicendole che collabora con lui. Lei, seppur riluttante, lo fa e confessa a Dexter che la sua vita ormai è diventata un casino. LaGuerta continua a indagare sul caso del Macellaio e chiede aiuto a Matthews, andato in pensione, il quale però rifiuta di darle una mano e le consiglia di lasciar perdere. Dexter nel frattempo trova Mickic al poligono e lo accoltella mentre sta provando un fucile di precisione. Debra dice a Dexter che ha fatto di tutto per rintracciare Jurg, ma ha trovato solo la sua auto abbandonata. Dexter va da Isaak e chiede di parlare con Hannah. Durante la videochiamata Dexter scatta una foto e se la invia via email; analizzandola successivamente, scopre che Hannah è tenuta prigioniera in una casa di colombiani che Isaak ha fatto uccidere e lo dice a Debra. Dexter si reca su un'altra scena del crimine dove c'è una vittima bruciata con lo stesso modus operandi della precedente e analizzando la scena, assieme a Bosso, scopre che l'assassino indossava una tuta ignifuga e che ha assistito alla morte della sua vittima impedendogli di scappare via e che ha scritto un nome sul muro: Bobby.
Quinn scopre che George per vendetta verso di lui ha avuto un rapporto con Nadia e lo aggredisce, lasciandolo in fin di vita e portando via Nadia dal locale. Dexter fa da esca e porta Caffrey nella trappola tesa da Isaak, che lo uccide. Matthews ripensa alla proposta di LaGuerta e la incontra per aiutarla nelle indagini. Hannah, ancora prigioniera, prepara il pranzo rendendo talmente piccante il piatto di Jurg che mentre questo le chiede aiuto, Hannah lo ferirà, ma prima che riesca a scappar via, l'uomo la accoltella, per poi essere ferito nuovamente da lei fino a morire. Sulla barca Dexter e Isaak gettano le loro armi e Dexter resta a pulire la scena, ma mentre Isaak si allontana compare George, armato, che gli spara. Dexter accorre e fa fuggire George ma Isaak è ridotto male e chiede a Dexter un ultimo favore: essere gettato nell'oceano accanto al corpo di Viktor. Debra raggiunge la casa dove è tenuta Hannah e scopre che lei è ancora viva e chiama un'ambulanza. Dexter raggiunge Hannah in ospedale e risponde alla sua domanda, dicendole che è stato terrorizzato solo due volte in vita sua: la prima a tre anni quando ha visto la madre morire; l'altra quando si è reso conto che avrebbe potuto non rivederla mai più.
- Guest star: Ray Stevenson (Isaak Sirko), Yvonne Strahovski (Hannah McKay), Geoff Pierson (Thomas Matthews), Jason Gedrick (George Novikov), Katia Winter (Nadia).
- Ascolti USA: telespettatori 2 124 000[11]

## ...ad ogni costo
- Titolo originale: The Dark... Whatever
- Diretto da: Michael Lehmann
- Scritto da: Lauren Gussis, Jace Richdale e Scott Reynolds

### Trama
Il Killer piromane colpisce ancora lasciando la scritta "It's Bobby" vicino alle sue vittime, e i sospetti di Dexter cominciano a ricadere su Bosso, l'investigatore dei vigili del fuoco. Durante una conversazione, Dexter rivela a Hannah del suo "Passeggero Oscuro", ma la ragazza è scettica e crede che il "lato oscuro" sia solo una scusa per non assumersi la responsabilità di aver ucciso qualcuno. A questo punto comincia seriamente a dubitare di sé stesso e della sua voglia di uccidere. Il padre di Hannah, Clint McKay, si presenta senza preavviso a casa della figlia, dopo aver scontato una pena in carcere. L'incontro sembra andare bene finché il padre non chiarisce le sue vere intenzioni: vorrebbe dalla figlia un prestito di 20.000 dollari, che a suo dire gli servono per avviare una nuova attività per cominciare a lavorare onestamente. La ragazza non ha tutti quei soldi, ma il padre, non credendole, per vendetta le distrugge la serra e la ripudia davanti a Dexter. Dexter furibondo minaccia l'uomo di lasciare in pace la ragazza altrimenti gliela farà pagare. Masuka e Batista si congratulano con Dexter per la sua relazione con Hannah, ma a Debra dà fastidio che si sappia in giro che il fratello frequenti un'assassina. Inoltre per controllare il forte stress che grava sulla sua vita inizia a fare uso di ansiolitici. Dexter comincia a investigare su Bosso: lo segue in un parcheggio e nota nella sua auto dell'attrezzatura che potrebbe servire per appiccare un incendio. L'investigatore torna verso la sua macchina e comincia a parlare con Dexter, che scopre la sua passione per le rievocazioni storiche della guerra d'indipendenza e che al momento di alcuni degli omicidi Bosso era impegnato in questi eventi, e che quindi non può essere il Killer piromane. Su un'altra scena del crimine il piromane fa una strage su un bus che vede coinvolte molte vittime. Nel filmato del bus si vede il piromane appoggiare la mano su un palo e Debra manda la scientifica a prendere le impronte. Dexter identifica il vero colpevole, Joseph Jensen, quando riesce ad accedere alle sue impronte nell'archivio minorile. Dopo averlo legato lo interroga e l'uomo confessa che Bobby era il suo migliore amico col quale ha appiccato il primo incendio ma di cui è rimasto vittima. La colpa dunque è ricaduta su Joseph che è finito in manicomio perché scambiato per pazzo. Ma nel momento in cui sta per ucciderlo ha un ripensamento e, tramite una chiamata anonima, lo fa arrestare dalla polizia. Quinn si reca al club dei Koshka con Batista quando scopre che Nadia, la sua ragazza, sarà trasferita in un club di Dubai. Quando George comincia a picchiare Nadia, Quinn gli spara un colpo al petto uccidendolo, e prima che Batista entri nella stanza, si fa sparare a un braccio da Nadia in modo da crearsi un alibi affermando che George abbia sparato per primo. Batista non è convinto della storia, ma dopo avergli fatto qualche domanda, decide di fidarsi di Quinn. Durante le indagini sul Macellaio di Bay Harbor, Matthews propone a LaGuerta di visitare il luogo nell'Everglades dove è stato ritrovato il corpo di Doakes. Arrivati nel punto in cui il capanno era esploso, trovano la roulotte del proprietario del terreno in cui prima vi era il capanno e lo interrogano. L'uomo dice di aver affittato la proprietà a Jiminez, un trafficante colombiano, e Matthews ricorda che il malvivente era l'assassino di Laura Moser, la madre biologica di Dexter. LaGuerta viene anche a sapere che Brian Moser, noto come il Killer del camion frigo, è il fratello di Dexter e che uccideva con lo stesso modus operandi del Macellaio di Bay Harbor. La donna inoltre ricorda che Doakes aveva molti sospetti sull'ematologo e quindi arriva a pensare che il Macellaio di Bay Harbor sia proprio Dexter, ma Matthews non è d'accordo con la sua teoria anche perché conosce Dexter da quando era un bambino e poiché Dexter è figlio di Harry di cui era stato grande amico mai farebbe al figlio del suo amico una cosa del genere ma decide comunque di interrogare Dexter in modo amichevole perché Dexter non direbbe mai nulla a LaGuerta. Clint si reca da solo a casa di Dexter e gli confessa che in realtà i soldi gli servono per pagare dei debiti di gioco e che ha venduto dettagli sulla figlia a Price in cambio di soldi ma che ora essendo morto ha perso la sua fonte di guadagno, così decide di minacciare l'ematologo dicendo di avere le prove per mandare Hannah in prigione a meno che Dexter non gli paghi la cifra che ha richiesto, ma Dexter non si lascia intimorire. Poi racconta l'accaduto a Hannah e lei confessa che l'unica persona che può incastrarla è Arlene Shram poiché l'ha vista mettere del veleno nel piatto dell'assistente sociale dell'istituto nel quale era stata trasferita dopo essere stata rilasciata dal centro di detenzione minorile ma che l'ha fatto perché quell'uomo aveva abusato di lei dell'amica e per proteggere entrambe l'aveva ucciso. Hannah non vuole rischiare e non esita a prestare i 20.000 dollari al padre. Dexter decide di aiutare Hannah uccidendo suo padre e dopo averlo attirato in un parcheggio lo anestetizza e lo uccide dopo avergli detto che a differenza sua lui tiene ad Hannah, ma purtroppo l'omicidio non serve a molto perché Clint ha già dato delle informazioni a Debra su un vecchio omicidio di Hannah.
- Guest star: Yvonne Strahovski (Hannah McKay), Geoff Pierson (Thomas Matthews), Aimee Garcia (Jamie Batista), Jason Gedrick (George Novikov), Jim Beaver (Clint McKay), Katia Winter (Nadia).
- Ascolti USA: telespettatori 2 080 000[12]

## Vedi quello che vedo io??
- Titolo originale: Do You See What I See
- Diretto da: John Dahl
- Scritto da: Manny Coto e Wendy West

### Trama
Dexter presenzia all'udienza di rilascio di Hector Estrada, l'ultimo sopravvissuto tra gli assassini di sua madre. Quinn scopre che Nadia si è trasferita a Las Vegas per lavoro. Angel trova Arlene Schram, la testimone dell'omicidio che Hannah ha commesso, uccidendo l'assistente sociale dell'istituto nel quale era stata trasferita dopo essere stata rilasciata dal centro di detenzione minorile. Dexter incontra Matthews che lo avverte che LaGuerta pensa che lui sia il Macellaio di Bay Harbor e gli racconta di avere trovato una connessione tra lui e Jimenez. Matthews però gli fa capire che in fondo lo sa che è lui il vigilante però spera di dimostrare il contrario per proteggerlo perché capisce che in fondo Harry doveva avere una ragione per addestrarlo a fare ciò che fa e per averlo aiutato a non farsi scoprire. Dexter capisce che Matthews intende proteggerlo ma che ha bisogno di una possibile idea per tirarlo fuori dai guai e così dice a Matthews che Doakes aveva una barca e che la ormeggiava al suo stesso porto, ma che ha subito cambiato posto perché temeva per la sua vita in quanto Doakes aveva uno strano atteggiamento nei suoi confronti. Poi dopo l'interrogatorio va alla ricerca di una barca per incriminare Doakes. Debra incontra Arlene e le offre un accordo di immunità per l'omicidio di Hannah in quanto crede che lei sia complice; Arlene contatta Hannah per discutere dell'accaduto. Le due parlano del fatto che l'assistente sociale abusasse sessualmente delle ragazze. La ragazza dice che penserà all'offerta di Debra e racconta tutto a Hannah. Dexter confessa a Debra che LaGuerta ha dei sospetti su di lui per quanto riguarda il Macellaio di Bay Harbor e le spiega il suo piano per incriminare Doakes, ma la sorella non è d'accordo perché potrebbe rischiare di essere scoperto, così si offre di piazzare le prove al suo posto. Debra nasconde tra gli effetti personali di Doakes una cassetta con strumenti da pesca che viene trovata da Matthews e LaGuerta, e all'interno della quale trovano la chiave di una barca. Così vanno a controllare la rimessa della barca dove trovano gli "strumenti da Macellaio" che incriminano Doakes, ma LaGuerta non è ancora convinta. Matthews pensa che l'indagine stia portando LaGuerta a una vera e propria ossessione, così decide di abbandonare le indagini perché si tratta anche dei figli del suo storico amico e intima alla donna di stare lontano dai Morgan. Tempo dopo Matthews e Dexter si rivedono e si augurano un buon Natale. Debra si ritrova Hannah fuori casa che le dice di voler avere un futuro con Dexter, facendole capire di chiudere le indagini su di lei, ma Debra non cede. Dexter si finge un trafficante di droga per fissare un incontro con Estrada. Dexter riceve una chiamata che lo informa che Debra ha avuto un incidente d'auto mentre andava al secondo incontro con Arlene: niente di grave, ma apparentemente ha preso una dose troppo alta del suo ansiolitico. Dexter si rifiuta di pensare che Hannah possa essere coinvolta, ma Debra è assolutamente certa di avere preso solo una pastiglia prima dell'incidente. Dexter va dalla ragazza, ma lei nega ogni responsabilità. Dopo l'incontro si reca dal meccanico: nella macchina incidentata trova una bottiglietta d'acqua che fa analizzare, scoprendo che contiene alte concentrazioni di Alprazolam, l'ansiolitico di Debra. Questo lo convince che Hannah abbia provato a uccidere sua sorella, con lo stesso metodo utilizzato con Sal Price. Dexter dà a Debra la penna avvelenata che incrimina Hannah dell'omicidio dello scrittore e poco dopo Hannah viene arrestata. La notte di Natale Dexter va a uccidere Estrada. Dopo averlo catturato viene a sapere dallo stesso Estrada che è stata LaGuerta a farlo rilasciare, dunque Dexter arriva a pensare che LaGuerta gli abbia teso una trappola per incastrarlo. Dexter ed Estrada riescono a uscire prima dell'arrivo di LaGuerta e di altri agenti, ma mentre si stanno nascondendo Estrada riesce a scappare.
- Guest star: Yvonne Strahovski (Hannah McKay), Geoff Pierson (Tom Matthews), Aimee Garcia (Jamie Batista), Nestor Serrano (Hector Estrada), Nicole LaLiberte (Arlene Shram).
- Ascolti USA: telespettatori 2 598 000[13]

## L'inizio della fine
- Titolo originale: Surprise, Motherfucker!
- Diretto da: Steve Shill
- Scritto da: Scott Buck e Tim Schlattmann

### Trama
Dexter visita Hannah in prigione, dove lei ammette di aver avvelenato l'acqua di Deb con lo Xanax. La ragazza è delusa perché pensava che lui avrebbe salvato la loro relazione, ma Dexter le fa capire che difenderà la sua famiglia a ogni costo. Dexter afferma che seppur la ami non può permettere che lei faccia del male a Debra e che questo era l'unico modo per proteggere sua sorella. Hannah gli dice addio e mentre lo bacia gli morde il labbro, facendolo sanguinare. Poco dopo la ragazza chiama Arlene e insieme escogitano un'idea per farla evadere. Mentre Dexter gioca con Harrison insieme a Jamie all'improvviso LaGuerta si presenta a casa di Dexter arrestandolo per l'omicidio di Hector Estrada sotto lo shock di Jamie che tenta vanamente di difendere l'amico che viene ammanettato e durante l'interrogatorio LaGuerta minaccia Dexter e cerca di intimidirlo più volte cercando di spingerlo a confessare di essere il Macellaio di Bay Harbor, ma Dexter non solo non cede ma ribalta la situazione avendo precedentemente disposto alcuni indizi in modo tale da far sembrare che sia stata LaGuerta a volerlo incastrare. Il dipartimento è sconvolto dalle accuse di LaGuerta contro Dexter, così Debra e Batista si rivoltano contro di lei stanchi della sua follia e della sua ossessione verso Doakes. Per quello che ha fatto LaGuerta viene sospesa dagli Affari Interni e Matthews avendone totalmente abbastanza di LaGuerta è disposto a farle perdere il lavoro se non lascia in pace i fratelli Morgan e lei falsamente promette di lasciarli stare progettando segretamente un altro tentativo di distruggere Dexter e Debra. Uscendo dall'udienza in cui Hannah è dichiarata colpevole di omicidio, Arlene riesce a dare di nascosto a Hannah una sostanza che le causa un attacco. Hannah viene portata all'ospedale e riesce poi a scappare. Prima di fuggire definitivamente lascia un vaso di orchidee nere davanti alla casa di Dexter. LaGuerta ammette i suoi torti a Debra, dicendo che le sue indagini sono state influenzate dai sentimenti che provava per Doakes. Poi tornando sul caso del Killer dell'Apocalisse, LaGuerta trova un DVD, fatto spedire da Anderson prima di morire, che contiene le registrazioni della telecamera della stazione di servizio vicino alla chiesa in cui Travis Marshall è stato ucciso e nel video appare Debra mentre riempie le taniche di benzina. Debra è visibilmente scossa di fronte a LaGuerta che tenta più volte di intimidirla ma non si tradisce e LaGuerta le fa capire che non è ancora finita e non lascerà mai perdere. Debra sconvolta ne parla poi a Dexter, il quale in casa di LaGuerta trova dei mandati ancora incompleti per il tracciamento GPS del proprio cellulare e quello di Debra durante la notte dell'omicidio di Travis Marshall. Dexter si rende conto che la localizzazione del cellulare incastrerebbe in modo definitivo lui e la sorella sulla scena del delitto ma questa volta non intende scappare perché seppur tutta la sua vita sia stata una finzione all'inizio col tempo stando con Rita innamorandosi di lei affezionandosi ai suoi figli adottivi diventando padre trovando infine in Angel e Vince dei veri amici tutto ciò che avrebbe dovuto essere una finzione è diventato vero e non intende perdere la vita che si è creato senza lottare così decide di eliminare LaGuerta escogitando un piano per salvare se stesso e la sorella dalla crudele donna.
Dexter riesce a rintracciare Estrada, lo riporta al container e lo obbliga a fare una chiamata a LaGuerta per chiedere aiuto. Compiuto ciò Dexter prima di uccidere il boss gli domanda perché ha ucciso la madre e se mai si è pentito in tutto quel tempo. L'uomo pur di convincerlo a risparmiarlo gli dice di si ma Dexter capisce subito che mente e alla fine Estrada gli dice che ha fatto uccidere la madre di Dexter perché era una spia e quindi era una questione di sopravvivenza e ha dovuto scegliere tra se stesso o la donna pur di salvarsi. Dexter realizza con dolore che si sta comportando esattamente come ha fatto l'uomo che ha sempre odiato ma che la differenza tra loro che Estrada ha fatto uccidere la madre per continuare i suoi traffici illeciti mentre lui vuole uccidere LaGuerta per proteggere se stesso e sua sorella e chi gli è a cuore. Dopo un ultimo scambio di opinioni, Dexter uccide Estrada vendicando la morte di sua madre. Arrivata al container LaGuerta trova il cadavere di Estrada, poi viene stordita da Dexter. Il suo intento è quello di inscenare una sparatoria letale tra i due.
Nel frattempo, al party di capodanno, Debra si preoccupa non vedendo Dexter e richiede alla stazione di polizia di rintracciare la macchina di LaGuerta, scoprendo che si sta dirigendo al porto con i container. Debra si reca sul posto, con la pistola puntata in avanti, e sorprende Dexter costruire una finta scena del crimine. La ragazza è sconvolta poiché non voleva che il fratello arrivasse a questo ma purtroppo questo è l'unico modo per far cessare la follia di LaGuerta una volta per tutte perché la crudele donna non smetterà mai di cercare di fare del male ad entrambi a causa della sua folle vendetta. LaGuerta si sveglia, e per salvarsi la pelle dice falsamente a Debra che finora è sempre stata un buon poliziotto e la implora di fare il suo dovere anche questa volta, sparando a Dexter.
Debra è sconvolta e nel panico spara a LaGuerta, uccidendola all'istante, sapendo che LaGuerta diceva solo falsità per poi correre ad abbracciare il suo cadavere singhiozzando disperata per quello che ha fatto pur sapendo che era l'unico modo per tenere al sicuro entrambi.
Dexter e Debra tornano al party camminando a braccetto con lo sguardo smarrito, mentre la voce di Dexter in sottofondo si chiede se quello che è successo rappresenti un nuovo inizio o se non sia invece l'inizio della fine.
- Guest star: Yvonne Strahovski (Hannah McKay), Erik King (James Doakes), Geoff Pierson (Tom Matthews), Aimee Garcia (Jamie Batista), Nestor Serrano (Hector Estrada), Nicole LaLiberte (Arlene Shram).
- Ascolti USA: telespettatori 2 750 000[14]